# 3483 Svetlov
3483 Svetlov هو كويكب، يقع ضمن حزام الكويكبات. اكتشف في 16 ديسمبر 1976.

## روابط خارجية
- 3483 Svetlov في قاعدة بيانات مختبر الدفع النفاث لأجرام النظام الشمسي الصغيرة

- الاكتشاف · مخطط المدار ·  العناصر المدارية · المعلمات المادية

- 3483 Svetlov على موقع ويكي سكاي: DSS2, SDSS, GALEX, IRAS, Hydrogen α, X-Ray, Astrophoto, Sky Map, Articles and images